# Brissago-Valtravaglia
Brissago-Valtravaglia – miejscowość i gmina we Włoszech, w regionie Lombardia, w prowincji Varese.
Według danych na rok 2004 gminę zamieszkiwało 1050 osób, 175 os./km².